# Џанкшон (Јута)
Џанкшон (енгл. Junction) град је у америчкој савезној држави Јута.

## Демографија
По попису из 2010. године број становника је 191, што је 14 (7,9%) становника више него 2000. године.
| Група             | 2000.       | 2010.       |
| Белци             | 163 (92,1%) | 179 (93,7%) |
| Афроамериканци    | 0 (0,0%)    | 0 (0,0%)    |
| Азијати           | 0 (0,0%)    | 5 (2,6%)    |
| Хиспаноамериканци | 13 (7,3%)   | 6 (3,1%)    |
| Укупно            | 177         | 191         |